# Campioni italiani assoluti di atletica leggera - Salto con l'asta maschile
Questa pagina raccoglie un elenco di tutti i campioni italiani dell'atletica leggera nel salto con l'asta, specialità che fu introdotta nel programma dei campionati italiani assoluti di atletica leggera nel 1913.

## Albo d'oro
| Anno | Atleta (società)                                     | Prestazione            |
| ---- | ---------------------------------------------------- | ---------------------- |
| 1913 | Francesco Ventura ?                                  | 3,21 m                 |
| 1914 | Angelo Erba ?                                        | 3,245 m                |
| 1915 | Edizioni non disputate                               | Edizioni non disputate |
| 1916 | Edizioni non disputate                               | Edizioni non disputate |
| 1917 | Edizioni non disputate                               | Edizioni non disputate |
| 1918 | Edizioni non disputate                               | Edizioni non disputate |
| 1919 | Alfonso Butti ?                                      | 2,85 m                 |
| 1920 | Giacinto Lambiasi Società Ginnastica Amsicora        | 3,20 m                 |
| 1921 | Giacinto Lambiasi Società Ginnastica Amsicora        | 3,35 m                 |
| 1922 | Adolfo Contoli Virtus Atletica Bologna               | 3,40 m                 |
| 1923 | Emilio Pagetti ?                                     | 3,40 m                 |
| 1924 | Giacinto Lambiasi Società Ginnastica Amsicora        | 3,52 m                 |
| 1925 | Giacinto Lambiasi Società Ginnastica Amsicora        | 3,43 m                 |
| 1926 | Giacinto Lambiasi Società Ginnastica Amsicora        | 3,59 m                 |
| 1927 | Danilo Innocenti ASSI Giglio Rosso                   | 3,63 m                 |
| 1928 | Danilo Innocenti ASSI Giglio Rosso                   | 3,60 m                 |
| 1929 | Giacinto Lambiasi Società Ginnastica Amsicora        | 3,40 m                 |
| 1930 | Danilo Innocenti ASSI Giglio Rosso                   | 3,50 m                 |
| 1931 | Danilo Innocenti ASSI Giglio Rosso                   | 17 p.                  |
| 1932 | Danilo Innocenti ASSI Giglio Rosso                   | 3,75 m                 |
| 1933 | Danilo Innocenti ASSI Giglio Rosso                   | 3,65 m                 |
| 1934 | Danilo Innocenti ASSI Giglio Rosso                   | 3,95 m                 |
| 1935 | Danilo Innocenti ASSI Giglio Rosso                   | 3,80 m                 |
| 1936 | Danilo Innocenti ASSI Giglio Rosso                   | 3,80 m                 |
| 1937 | Danilo Innocenti ASSI Giglio Rosso                   | 3,90 m                 |
| 1938 | Mario Romeo ?                                        | 4,03 m                 |
| 1939 | Mario Romeo ?                                        | 3,90 m                 |
| 1940 | Umberto Ballerini ?                                  | 3,80 m                 |
| 1941 | Dino Conchi ?                                        | 3,90 m                 |
| 1942 | Dino Conchi ?                                        | 3,90 m                 |
| 1943 | Mario Romeo ?                                        | 4,00 m                 |
| 1944 | Edizione non disputata                               | Edizione non disputata |
| 1945 | Mario Romeo ?                                        | 3,80 m                 |
| 1946 | Felice Corti ?                                       | 3,80 m                 |
| 1947 | Mario Romeo ?                                        | 3,80 m                 |
| 1948 | Carlo Rinaldi ?                                      | 3,90 m                 |
| 1949 | Franco Fano ?                                        | 3,60 m                 |
| 1950 | Mario Romeo ?                                        | 3,90 m                 |
| 1951 | Giulio Chiesa Gruppi Sportivi Fiamme Gialle          | 3,90 m                 |
| 1952 | Edmondo Ballotta Atletica Libertas Piacenza          | 4,10 m                 |
| 1953 | Giulio Chiesa Gruppi Sportivi Fiamme Gialle          | 4,00 m                 |
| 1954 | Edmondo Ballotta ?                                   | 4,26 m                 |
| 1955 | Edmondo Ballotta ?                                   | 4,10 m                 |
| 1956 | Edmondo Ballotta ?                                   | 4,20 m                 |
| 1957 | Edmondo Ballotta ?                                   | 4,00 m                 |
| 1958 | Edmondo Ballotta ?                                   | 4,20 m                 |
| 1959 | Giulio Chiesa Gruppi Sportivi Fiamme Gialle          | 4,20 m                 |
| 1960 | Angelo Baronchelli ?                                 | 4,15 m                 |
| 1961 | Mario Gaspari ?                                      | 4,05 m                 |
| 1962 | Pietro Scaglia ?                                     | 4,30 m                 |
| 1963 | Franco Sar Snam Gas Metano                           | 4,20 m                 |
| 1964 | Renato Dionisi FIAT Torino                           | 4,40 m                 |
| 1965 | Renato Dionisi FIAT Torino                           | 4,40 m                 |
| 1966 | Renato Dionisi FIAT Torino                           | 4,80 m                 |
| 1967 | Renato Dionisi FIAT Torino                           | 4,40 m                 |
| 1968 | Renato Dionisi FIAT Torino                           | 5,00 m                 |
| 1969 | Renato Dionisi FIAT Torino                           | 5,00 m                 |
| 1970 | Renato Dionisi FIAT Torino                           | 5,35 m                 |
| 1971 | Renato Dionisi FIAT Torino                           | 5,00 m                 |
| 1972 | Silvio Fraquelli CUS Torino                          | 5,00 m                 |
| 1973 | Silvio Fraquelli CUS Torino                          | 5,00 m                 |
| 1974 | Silvio Fraquelli CUS Torino                          | 5,00 m                 |
| 1975 | Silvio Fraquelli Società Sportiva Vittorio Alfieri   | 5,20 m                 |
| 1976 | Silvio Fraquelli Società Sportiva Vittorio Alfieri   | 5,10 m                 |
| 1977 | Renato Dionisi FIAT Torino                           | 5,00 m                 |
| 1978 | Renato Dionisi FIAT Torino                           | 5,20 m                 |
| 1979 | Domenico D'Alisera ?                                 | 5,20 m                 |
| 1980 | Vincenzo Bellone ?                                   | 5,20 m                 |
| 1981 | Vincenzo Bellone ?                                   | 5,10 m                 |
| 1982 | Mauro Barella Gruppo Sportivo Fiamme Oro             | 5,20 m                 |
| 1983 | Corrado Alagona ?                                    | 5,20 m                 |
| 1984 | Mauro Barella Gruppo Sportivo Fiamme Oro             | 5,50 m                 |
| 1985 | Mauro Barella Gruppo Sportivo Fiamme Oro             | 5,40 m                 |
| 1986 | Gianni Stecchi ASSI Giglio Rosso                     | 5,40 m                 |
| 1987 | Gianni Stecchi ASSI Giglio Rosso                     | 5,60 m                 |
| 1988 | Marco Andreini ?                                     | 5,40 m                 |
| 1989 | Marco Andreini ?                                     | 5,50 m                 |
| 1990 | Gianni Iapichino Gruppo Sportivo Fiamme Oro          | 5,40 m                 |
| 1991 | Gianni Iapichino Gruppo Sportivo Fiamme Oro          | 5,50 m                 |
| 1992 | Gianni Iapichino Gruppo Sportivo Fiamme Oro          | 5,40 m                 |
| 1993 | Massimo Allevi ?                                     | 5,50 m                 |
| 1994 | Andrea Pegoraro ?                                    | 5,50 m                 |
| 1995 | Andrea Pegoraro ?                                    | 5,50 m                 |
| 1996 | Claudio Avogaro ASSI Giglio Rosso                    | 5,50 m                 |
| 1997 | Fabio Pizzolato Gruppo Sportivo Fiamme Azzurre       | 5,75 m                 |
| 1998 | Andrea Giannini ?                                    | 5,30 m                 |
| 1999 | Maurilio Mariani Atletica Vomano                     | 5,60 m                 |
| 2000 | Maurilio Mariani Atletica Vomano                     | 5,30 m                 |
| 2001 | Ruben Scotti Atletica Bergamo 1959                   | 5,40 m                 |
| 2002 | Ruben Scotti Atletica Bergamo 1959                   | 5,30 m                 |
| 2003 | Fabio Pizzolato Gruppo Sportivo Fiamme Azzurre       | 5,40 m                 |
| 2004 | Maurilio Mariani Atletica Vomano                     | 5,40 m                 |
| 2005 | Giorgio Piantella Centro Sportivo Carabinieri        | 5,30 m                 |
| 2006 | Giorgio Piantella Centro Sportivo Carabinieri        | 5,30 m                 |
| 2007 | Matteo Rubbiani Centro Sportivo Aeronautica Militare | 5,20 m                 |
| 2008 | Giorgio Piantella Centro Sportivo Carabinieri        | 5,20 m                 |
| 2009 | Giorgio Piantella Centro Sportivo Carabinieri        | 5,45 m                 |
| 2010 | Giorgio Piantella Centro Sportivo Carabinieri        | 5,50 m                 |
| 2011 | Sergio D'Orio Gruppi Sportivi Fiamme Gialle          | 5,30 m                 |
| 2012 | Claudio Stecchi Gruppi Sportivi Fiamme Gialle        | 5,60 m                 |
| 2013 | Claudio Stecchi Gruppi Sportivi Fiamme Gialle        | 5,50 m                 |
| 2014 | Giorgio Piantella Centro Sportivo Carabinieri        | 5,40 m                 |
| 2015 | Claudio Stecchi Gruppi Sportivi Fiamme Gialle        | 5,50 m                 |
| 2016 | Giorgio Piantella Centro Sportivo Carabinieri        | 5,35 m                 |
| 2017 | Giorgio Piantella Centro Sportivo Carabinieri        | 5,40 m                 |
| 2018 | Claudio Stecchi Gruppi Sportivi Fiamme Gialle        | 5,50 m                 |
| 2019 | Max Mandusic Trieste Atletica                        | 5,30 m                 |
| 2020 | Max Mandusic Trieste Atletica                        | 5,40 m                 |
| 2021 | Ivan De Angelis Gruppi Sportivi Fiamme Gialle        | 5,50 m                 |
| 2022 | Max Mandusic Gruppi Sportivi Fiamme Gialle           | 5,50 m                 |
| 2023 | Simone Bertelli Safatletica                          | 5,40 m                 |
| 2024 | Federico Biancoli Atletica Riccardi                  | 5,15 m                 |
| 2025 | Matteo Oliveri Centro Sportivo Carabinieri           | 5,51 m                 |